# Hieracium bicknellianum
Hieracium bicknellianum es una especie de planta con flor del género Hieracium, de la familia Asteraceae, orden Asterales.

## Distribución
Hieracium bicknellianum se distribuye por Italia.

## Taxonomía
Fue descrita científicamente por Belli & Arv.-Touv. Fue publicada en A.Fiori & al., Fl. Anal. Italia 3: 465 (1904).